# Ctenitis securidiformis
Ctenitis securidiformis là một loài dương xỉ trong họ Dryopteridaceae. Loài này được Copel. mô tả khoa học đầu tiên.